# Aleos
Aleos lub Aleus (gr.: Ἀλεός, Aleos) – król Tegei, syn Afejdasa, ojciec Auge, Kefeusa i Likurga. Postać z mitologii greckiej.

## Pochodzenie
Aleos był synem Afejdasa, króla Tegei w Arkadii. Bracia Afejdasa: Azan i Elatos rządzili każdy wyznaczonym mu rejonem, jeden w Azanii, drugi z góry Kyllene. Po śmierci Azana jego syn Klitor stał się najpotężniejszym władcą Arkadii. Po bezpotomnej śmierci Klitora, jego następcami zostali Ajpytos i Stymfalos, synowie Elatosa. Kiedy Stymfalos został zamordowany przez fałszywego przyjaciela Pelopsa, a Ajpytos zginął podczas polowania, ukąszony przez węża, królem po nich został Aleos, poślubiwszy Neajrę, córkę innego z synów Elatosa, Pereusa. Aleos wzniósł w Tegei świątynię Ateny Alei. Z Neajrą miał córkę Auge i synów Kefeusa, Likurga, a być może również Afidamasa. Jego córką była także Alkidike, żona króla Salmone w Elidzie, Salmoneusa.

## Kłopoty z córką

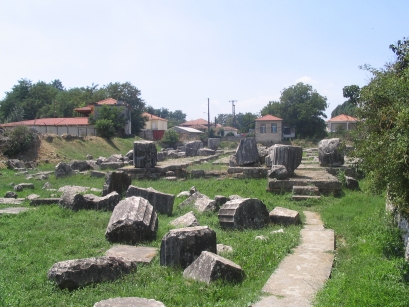
Ruiny świątyni Ateny Alea w Tegei

Gdy Auge podrosła, Aleos wybrał się do wyroczni delfickiej. Pytia przepowiedziała mu, że syn jego córki zabije dwóch braci jego żony. Po powrocie do domu mianował więc Auge kapłanką w wystawionej przez siebie świątyni Ateny. Umieściwszy córkę w świątyni, zagroził jej, że ją zabije, jeśli złamie ona śluby czystości. Jakiś czas później przechodził przez Tegeę Herakles, wybierając się przeciw królowi Augiaszowi lub też wracając ze Sparty. Aleus podjął go gościnnie w świątyni Ateny. Podniecony winem Herakles zgwałcił dziewiczą kapłankę w pobliżu fontanny znajdującej się na północ od świątyni.
Po wyjeździe Heraklesa Tegeę dotknęła klęska suszy. Aleos, poprosiwszy Pytię o przepowiednię, dowiedział się, że w świątyni Ateny została popełniona zbrodnia. Odwiedziwszy świątynię, znalazł Auge w daleko posuniętej ciąży. Nie dał wiary jej zapewnieniom, że została zgwałcona przez Heraklesa. Zapłakaną zawlókł na rynek tegejski, gdzie Auge padła na kolana. Aleosowi wstyd było zabić córkę w miejscu publicznym, namówił więc króla Naupliosa, by go wyręczył i utopił Auge. Nauplios zabrał ciężarną Auge, ale ta po drodze, na górze Partenios, dostała bólów porodowych. Oddaliła się pod lada jakim pretekstem w las i urodziła syna, którego ukryła w gąszczu leśnym. W Nauplion król, zamiast utopić królewnę, postanowił ją dobrze sprzedać na targu niewolników. Nabył ją kupiec z Karii, który następnie odsprzedał ją Teutrasowi, królowi Myzyjskiej Teutratenii. Kupiwszy Auge Teutras poślubił ją. Aleosowi nie udało się odwrócić biegu przeznaczenia. Telefos, wychowany na górze Partenios przez łanię, nieświadom swego pochodzenia zabił przypadkowo swych wujów Hippotoosa i Nereusa.
Według innej wersji mitu Aleus zamknął Auge i jej dziecko w skrzyni i wrzucił do morza. Pod czujną opieką Ateny skrzynia popłynęła ku Azji Mniejszej i zatrzymała się u ujścia rzeki Kaikos. Teutras, znalazłszy w skrzyni Auge, poślubił ją, a jej syna adoptował.

## Rodowód
Aleos wywodził się od Arkasa, pierwszego władcy Arkadii, syna Zeusa i Kallisto.